# Дарьё, Даниэль
Даниэ́ль Иво́нн Мари́ Антуане́тт Дарьё (фр. Danielle Yvonne Marie Antoinette Darrieux [da.niɛl i.vɔn ma.ʁi ɑ̃.twa.nɛt daʁ.jø]; 1 мая 1917 — 17 октября 2017) — французская актриса и певица.

## Биография
Одна из самых популярных актрис 1930—1960 годов Даниэль Ивон Мари Антуанетт Дарьё родилась в Бордо, но выросла в Париже. Дочь военного врача. Отец умер, когда Даниэль было всего 7 лет. Дарьё училась игре на виолончели и фортепиано в Парижской консерватории. В 14 лет сыграла первую роль в музыкальном фильме «Бал» (1931). В начале своей кинокарьеры Даниэль Дарьё часто играла роли озорных девчонок в фильмах с крупными актёрами довоенного французского кинематографа, такими как Жан-Пьер Омон, Анри Гарат (фр.), Пьер Манган фр. и особенно Альбер Прежан, с которым Дарьё снималась в нескольких фильмах: «Волга в пламени» (1933), «Кризис закончен» (1934), «Золото на улице» (1934), «Деде» (1934), «Контролёр плацкартного вагона» (1935), «Какая странная девчонка!» (1935), «Капризы» (1941).
В 1935 году Дарьё вышла замуж за французского писателя, сценариста и режиссёра Анри Декуэна, с которым познакомилась за год до этого во время съёмок фильма «Золото на улице». Впоследствии Дарьё неоднократно снималась в комедиях и мелодрамах Декуэна, включая фильмы «Я люблю всех женщин» (1935), «Зелёное домино» (1935), «Злоупотребление доверием» (1937), «Возвращение на заре» (1938), «Мадемуазель, моя мать» (1938), «Биение сердца» (1939), «Любовь с первого взгляда» (1940), «Дело о ядах» (1955). В 1952 году Анри Декуэн поставил фильм «Правда о малютке Донж» по роману Жоржа Сименона, в котором Даниэль Дарьё впервые сыграла в паре со звездой французского кино Жаном Габеном. Роль в этом фильме стала заметной работой актрисы. Даниэль Дарьё говорила об Анри Декуэне: 

«… У меня всегда была абсолютная уверенность в нём, и я повиновалась ему во всём. Без его руководства, таланта и поддержки я, несомненно, осталась бы поющей девушкой в незначительных фильмах и, наверное, ушла бы из кинобизнеса достаточно быстро. Он убедил меня, что я могу играть большие драматические роли. Он даже убеждал меня работать там, где никто не предполагал, что я смогу, где сначала никто не рассматривал мою кандидатуру в числе других претенденток на роли. Он вселял в меня уверенность, когда я хотела сдаться и уйти. Это ему я обязана тем, кем я стала.».

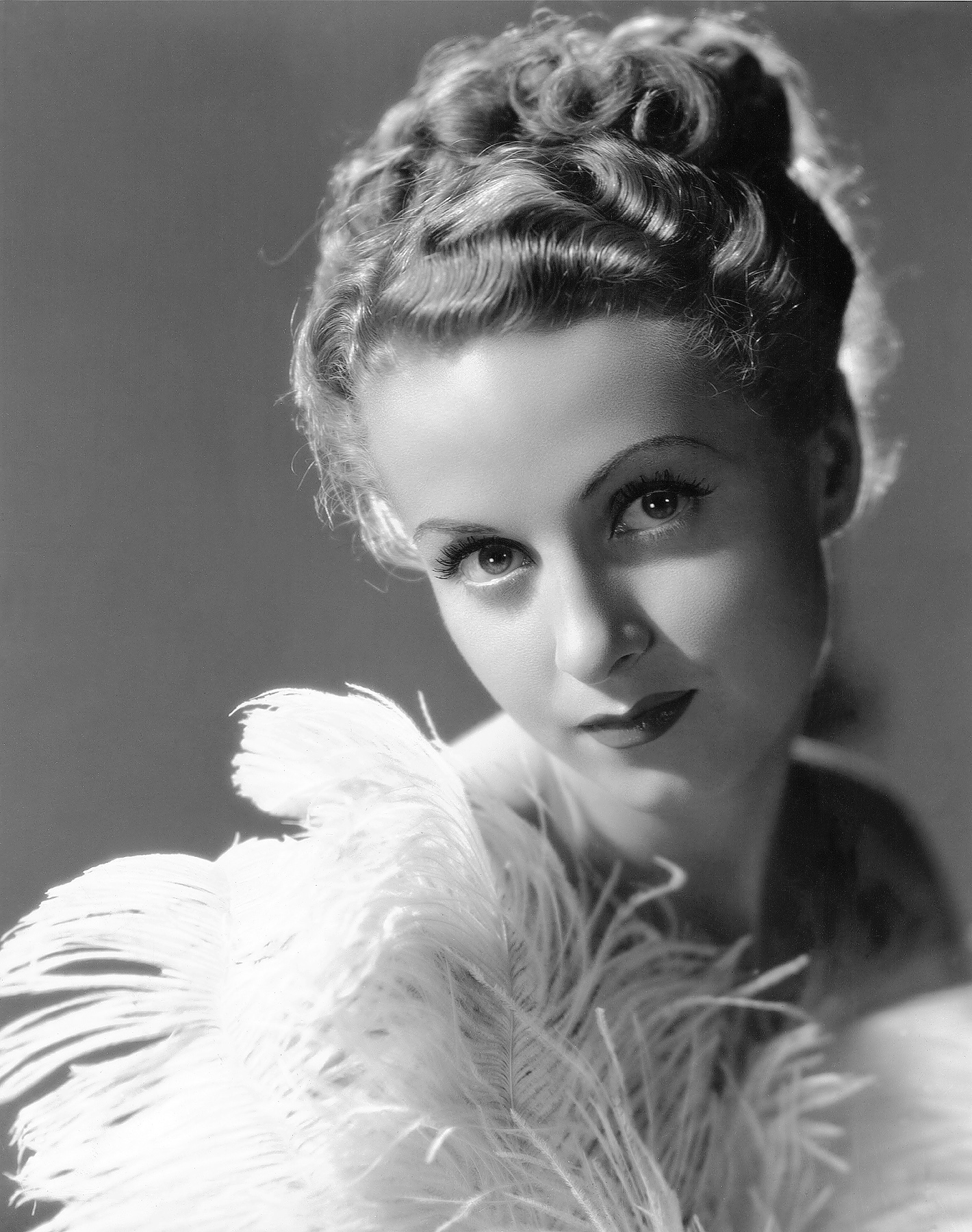
В роли Николь в фильме «Гнев Парижа» (1938, США)

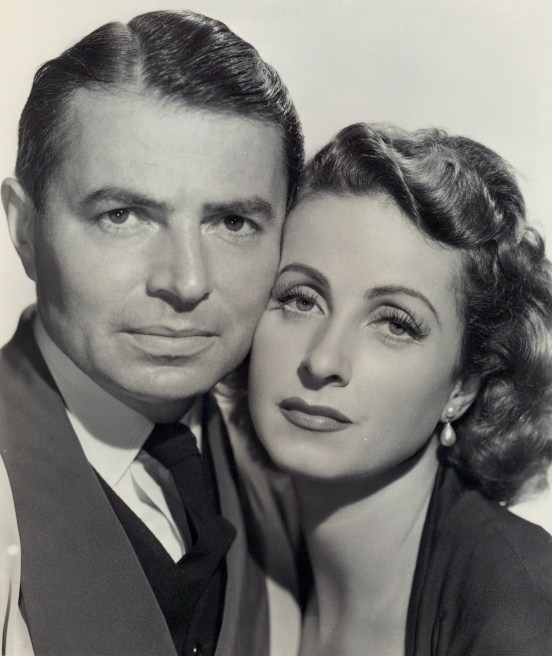
Совместно с Джеймсом Мэйсоном в роли графини Анны Ставиской в фильме «Пять пальцев» (1952, США)

В 1936 году режиссёр Анатоль Литвак пригласил актрису для участия в фильме «Майерлинг», где Даниэль Дарьё предстала в образе Марии Вечеры в паре с исполнителем роли австрийского кронпринца Рудольфа Шарлем Буайе. Фильм имел международный успех, после чего на актрису обратили внимание голливудские режиссёры. Режиссёр Анри Декуэн предложил ей попробовать свои силы в Голливуде. В 1938 году в сопровождении мужа актриса приехала в Голливуд, где подписала 7-летний контракт с «Universal» и сыграла свою первую крупную роль в голливудском фильме «Гнев Парижа». Её партнёром в этом фильме стал Дуглас Фэрбенкс.
В 1938 году режиссёр Морис Турнёр поставил историческую мелодраму под названием «Катя» о любви княжны Екатерины Долгорукой и императора Александра II и пригласил на главную женскую роль Даниэль Дарьё. Весной 1942 года посетила Германию с делегацией французских киноартистов. В 1947 году актриса снялась в экранизации пьесы Виктора Гюго «Рюи Блаз» режиссёра Пьера Бийона по сценарию Жана Кокто, где играла роль королевы Испании вместе с такими звёздами французского театра и кино, как Жан Маре и Марсель Эрран.
После развода в 1941 году с Декуэном, с которым они сохраняли хорошие отношения на протяжении всей жизни вплоть до смерти Декуэна в 1969 году, Дарьё в 1942 году вышла замуж за доминиканского дипломата Порфирио Рубиросу, с которым развелась в 1947 году. В 1948 году Даниэль в третий раз вышла замуж за сценариста Жоржа Митсинкидеса, с которым прожила в браке вплоть до его смерти в 1991 году.
В начале 1950-х годов Даниэль Дарьё вновь вернулась в Голливуд, где появилась в картине «Богатые, молодые и красивые» (1951) и с успехом сыграла в остросюжетной драме «5 пальцев» (1952). Режиссёр Макс Офюльс пригласил Даниэль Дарьё для участия в нескольких своих фильмах, роли в которых стали одними из лучших в кинокарьере актрисы: в фильме «Карусель» (1950) Дарьё сыграла женщину из буржуазной среды, которая не удовлетворёна мужем и любовником, в фильме «Наслаждение» (1952) она сыграла роль проститутки (в этом фильме Даниэль снова играла в паре Жаном Габеном), и, наконец, одну из лучших ролей — светскую даму, запутавшуюся в сети собственных страстей, в фильме «Мадам де…» (1953), начинающемся как лёгкая комедия и постепенно переходящем к тёмной драме, в котором Даниэль Дарьё играла вместе с Шарлем Буайе и Витторио Де Сикой.
В 1954 году Дарьё воплотила образ мадам Луизы де Реналь в экранизации романа Стендаля «Красное и чёрное» в фильме режиссёра Клода Отан-Лара, где сыграла в паре с великим французским актёром театра и кино Жераром Филипом. За эту роль Даниэль Дарьё в 1955 году была удостоена приза за лучшую женскую роль — «L'Étoile de Cristal» — высшей национальной кинонаграды Франции (аналог современного «Сезара», пришедшего на смену с 1976 года). С этим режиссёром актриса уже сотрудничала в 1949 году в комедии «Займись Амелией!», сыграв главную роль, ставшую заметной работой в её кинокарьере. С Жераром Филипом Даниэль Дарьё ещё будет сниматься в 1957 году в фильме «Чужие жёны» режиссёра Жюльена Дювивье, поставленном по роману Эмиля Золя «Накипь».
В фильме студии «United Artists» «Александр Великий» (1956) актриса воплотила образ Олимпиады, матери Александра Македонского, где Дарьё играла вместе с голливудскими звёздами Ричардом Бёртоном и Клер Блум. Этот фильм стал последним в голливудской карьере актрисы.
В 1959 году заметной работой актрисы стала роль в драме «Мари-Октябрь» режиссёра Жюльена Дювивье, где Дарьё играла вместе с Бернаром Блие и Лино Вентурой. Даниэль Дарьё также снималась в фильмах таких режиссёров, как Марсель Л’Эрбье, Саша́ Гитри, Кристиан-Жак, Марк Аллегре, Анри Вернёй, Клод Шаброль, Жозе Дайан и других. Среди популярных кинофильмов с участием Даниэль Дарьё такие фильмы, как «Первое свидание» (1941), «Любовник леди Чаттерлей» (1955), «Львы на свободе» (1961), «Дьявол и десять заповедей» (1962), «Ландрю» (1963), «Девушки из Рошфора» (1967), «Комната в городе» (фр., 1982), «Место преступления» (1986), «Опасные связи» (2003), «Свадебный торт» (2010), и другие.

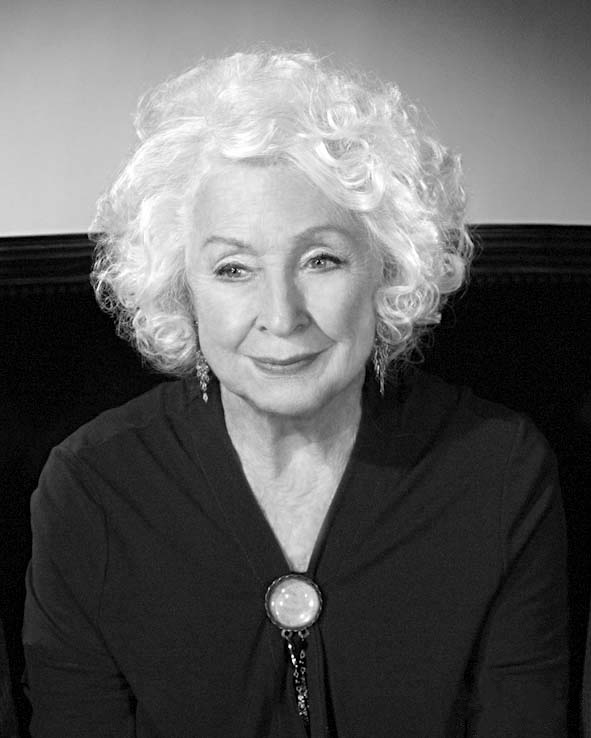
Даниэль Дарьё в 2008 году

В 2001 году актриса появилась в роли бабушки в сатирической чёрной комедии Франсуа Озона «8 женщин», которая принесла ей «Серебряного медведя» на Берлинском кинофестивале и Премию Европейской киноакадемии в номинации «Лучшая актриса», наряду с другими главными исполнительницами в картине. Даниэль Дарьё трижды была признана лучшей актрисой Франции: в 1955, 1957 и 1958 годах. В 1985 году за свой вклад в кинематограф Даниэль Дарьё была удостоена почётной премии «Сезар».
Кроме съёмок в кино, Даниэль Дарьё много гастролировала с величайшими актёрами того времени Жаном Габеном, Жаном Маре, Бурвилем, Фернанделем, Луи де Фюнесом, Жаном-Клодом Бриали, Мишелем Пикколи, Жанной Моро, Мишель Морган. Помимо работы в кино и театре, Даниэль Дарьё записала 20 музыкальных альбомов в качестве певицы, среди которых французская версия «Подмосковных вечеров».
В 1963 году в парижском театре «Шатле» Даниэль Дарьё выступила в главной роли в спектакле «Лиловое платье Валентины», поставленном по роману Франсуазы Саган. В 1960—1970 годы Дарьё много пела и выступала с концертами, а также снималась в телефильмах и телесериалах. В 1970 году Дарьё сменила Кэтрин Хепбёрн в бродвейском мюзикле «Коко», основанном на биографии Коко Шанель, но пьеса, поставленная специально ради Хепбёрн, довольно быстро исчезла с подмостков.
За свою долгую кинокарьеру Даниэль Дарьё снялась более чем в 140 кинофильмах. Её 80-летняя кинокарьера является одной из самых длинных в истории кинематографа. Актриса до последних дней вела активный образ жизни, продолжала творческую деятельность и снималась в кино: например, в 2012 году она снялась в кинофильме «Ещё один круассан».
За свою карьеру Даниэль Дарьё удостоена высоких званий: Кавалер ордена Почётного легиона, Офицер ордена Искусств и литературы.
Будучи трижды замужем, актриса не имела родных детей. В третьем браке с Жоржем Митсинкидесом они усыновили сына Матье (умер в 1997 году), от которого актриса имела двух внуков, Томаса и Жюльена.
1 мая 2017 года отпраздновала 100-летний юбилей. Скончалась 17 октября 2017 года в своём доме в Буа-ле-Руа (Bois-le-Roi) в департаменте Эр (Eure) в Нормандии. Похоронена в семейном склепе рядом со своим третьим мужем Жоржем Митсинкидесом на кладбище Марн-ла-Кокет (фр. Marnes-la-Coquette) в пригороде Парижа.

## Семья
Сестра — Клод Юссено-Дезенонж (фр. Claude Hussenot-Desenonges) (умерла в 1990-х)
Брат — Оливье Дарье (фр. Olivier Darrieux; 26 июля 1921, Париж, Франция — 16 декабря 1994, Нёйи-сюр-Сен, Франция) — французский актёр.
Первый муж (с 1935 по 1941) — Жозе́ф Анри́ Декуэ́н (фр. Joseph Henri Decoin; 18 марта 1890, Париж, Франция — 4 июля 1969, Нёйи-сюр-Сен, Франция) — французский писатель, кинорежиссёр и сценарист.
Второй муж (с 1942 по 1947) — Порфирио Рубироса Ариса (исп. Porfirio Rubirosa Ariza; 22 января 1909 года, Сан-Франсиско-де-Макорис, Доминиканская Республика — 5 июля 1965 года, Париж, Франция) — доминиканский дипломат, автогонщик и игрок в поло. 
Третий муж (с 1948 по 1991) — Жорж Митсинкидес (1922—1991), французский сценарист греческого происхождения.
- Сын (усыновлён) — Матье Митсинкидес (1957—1997)
  - Внуки — Томас и Жюльен

Своих детей нет.

## Награды и номинации
- Офицер ордена Искусств и литературы
- 1955, 1957, 1958 — звание лучшей актрисы французского кино
- 1955 — Приз за лучшую женскую роль в фильме «Красное и чёрное» — «L'Étoile de Cristal» — высшая национальная кинонаграда Франции, аналог современного «Сезара», пришедшего на смену с 1976 года
- 1983 — номинация на Премию «Сезар» за лучшую женскую роль второго плана в фильме «Комната в городе»
- 1985 — Почётный «Сезар» за вклад в кинематограф
- 1987 — номинация на Премию «Сезар» за лучшую женскую роль второго плана в фильме «Место преступления»
- 1997 — Мольер Почётного легиона (Премия имени Мольера, национальная театральная премия Франции) за вклад в искусство
- 2002 — «Серебряный медведь» Берлинского МКФ, Премия Европейской киноакадемии за роль в фильме «8 женщин»
- 2002 — номинация на Премию «Сезар» за лучшую женскую роль второго плана в фильме «8 женщин»
- 2002 — номинация на премию Chlotrudis общества независимого кино за роль в фильме «8 женщин»
- 2002 — номинация на премию Интернет-общества кинокритиков за роль в фильме «8 женщин»
- 2003 — Премия имени Мольера (национальная театральная премия Франции) в категории «Лучшая актриса» за роль в театральном спектакле «Оскар и Розовая дама»
- 2004 — Командор ордена Почётного легиона (9 апреля 2004 года)[9]
- 2008 — Кавалер ордена Культурных заслуг (Монако)[10]
- 2010 — Globe de cristal d’honneur — Почётный «Хрустальный глобус» за вклад в искусство